# 御岳 (青梅市)
御岳（みたけ）とは、東京都青梅市にある地名。現行行政地名は御岳一丁目から御岳二丁目。郵便番号は198-0174。青梅市の中で面積は成木に次いで広い。

## 概要
市域西部に位置し、南部は御岳山への入口になる。全域が秩父多摩甲斐国立公園に属する。
1984年（昭和59年）に関東ふれあいの道の案内所として御岳インフォメーションセンターが開設された。

## 地理
北側に多摩川が位置する。

## 歴史
「三田村の歴史」を参照。
- 1889年（明治22年）4月1日 - 町村制施行により、神奈川県西多摩郡沢井村下分、沢井村上分、二俣尾村、御岳村、御岳山が合併し西多摩郡三田村が成立。御岳村は大字御岳となる。
- 1893年（明治26年）4月1日 - 西多摩郡が南多摩郡、北多摩郡と共に東京府へ編入。
- 1943年（昭和18年）7月1日 - 東京都制施行。（東京府廃止。）
- 1955年（昭和30年）4月1日 - 吉野村、小曽木村、成木村と共に青梅市へ編入され、消滅。大字御岳は三田地区に属する。
- 1969年（昭和44年）7月 - 沢井地区に新町区域指定、町名変更実施。大字御岳は御岳一丁目・御岳二丁目に変更[6]

## 世帯数と人口
2021年（令和3年）3月1日現在の世帯数と人口は以下の通りである。
| 町丁       | 世帯数  | 人口  |
| ---------- | ------- | ----- |
| 御岳一丁目 | 50世帯  | 79人  |
| 御岳二丁目 | 69世帯  | 124人 |
| 計         | 119世帯 | 203人 |

## 小・中学校の学区
市立小・中学校に通う場合、学区は以下の通りとなる。
| 町丁       | 番地 | 小学校             | 中学校           |
| ---------- | ---- | ------------------ | ---------------- |
| 御岳一丁目 | 全域 | 青梅市立第六小学校 | 青梅市立西中学校 |
| 御岳二丁目 | 全域 | 青梅市立第六小学校 | 青梅市立西中学校 |

## 消防
- 青梅市消防団分団[8]
  - 第五分団 - 沢井地区

## 施設など
- 東京都交通局多摩川第三発電所
- 玉堂美術館
- 御岳登山鉄道本社
- 東京電力パワーグリッド（株）沢井変電所
- 奥多摩フィッシングセンター
- 御岳渓谷
- 山の神神社
- 御岳祖霊社
- 御影神社
- 心月院

## 交通

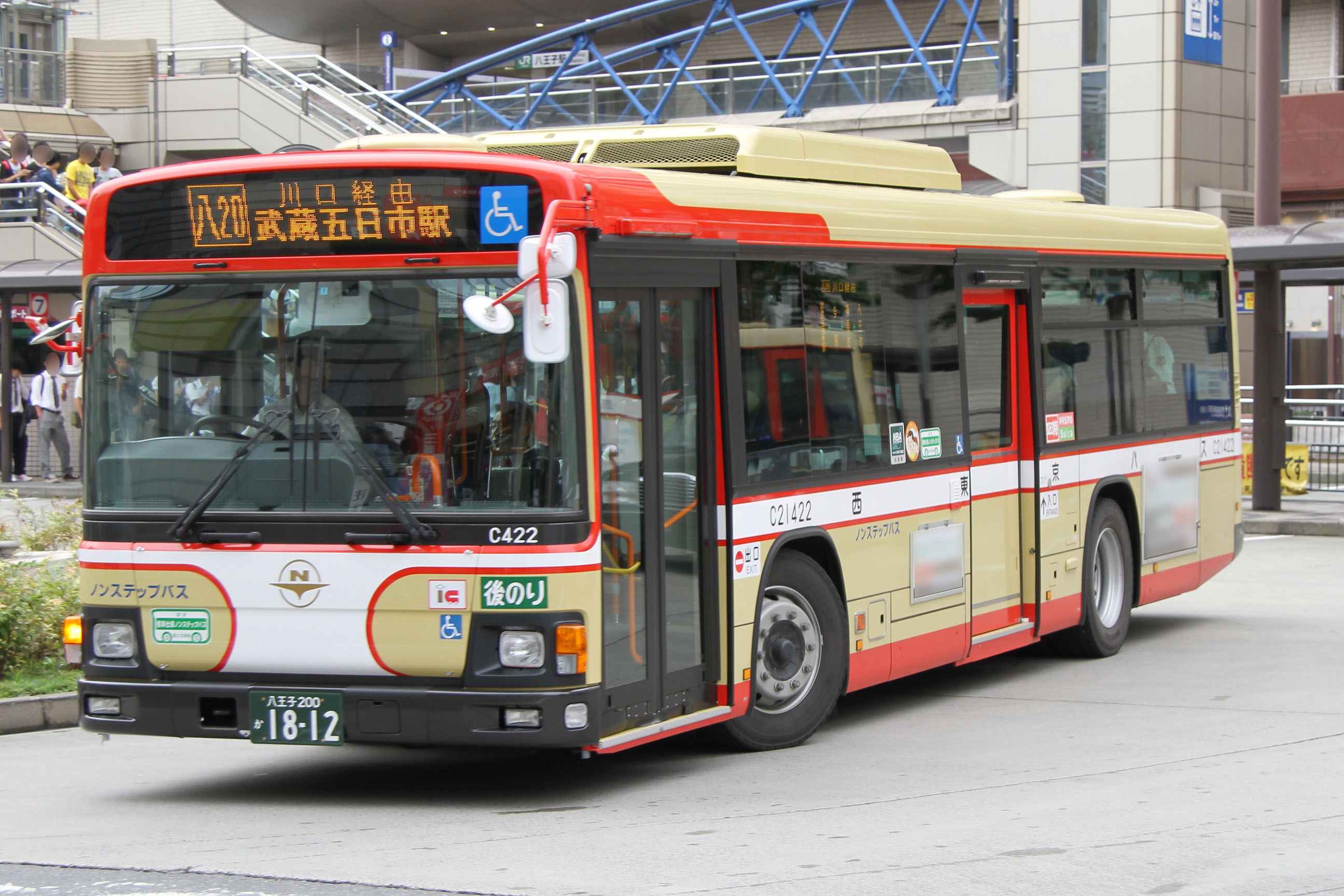
西東京バスの一般路線車両

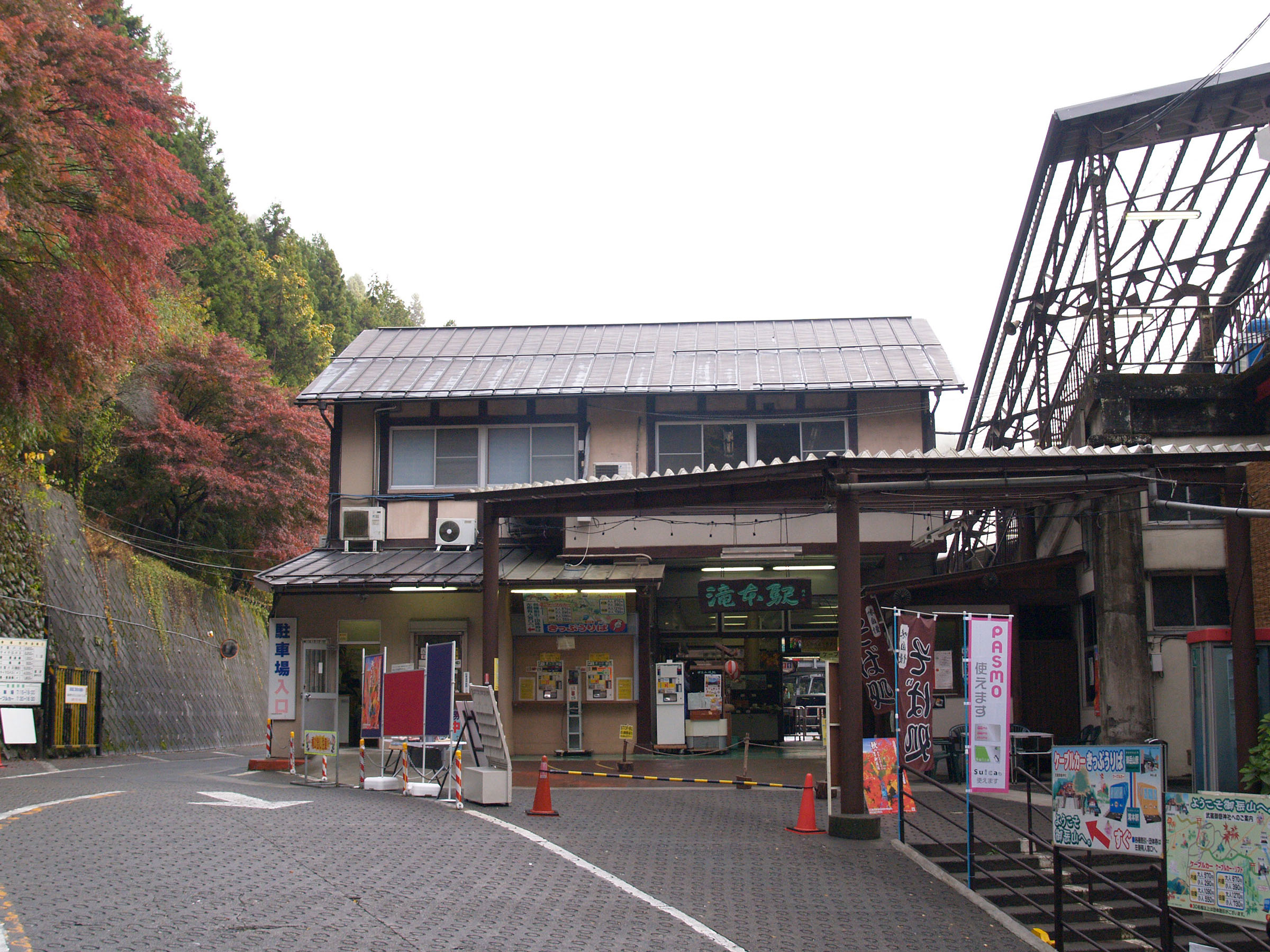
御岳登山鉄道 滝本駅

西東京バスのバス路線があり、JR青梅線・御嶽駅へのアクセスも容易である。
御嶽駅は御岳本町にある。
- 東京都道45号奥多摩青梅線（吉野街道）

御岳登山鉄道の滝本駅からケーブルカーが出る。